# Яшари, Роберт
Роберт Яшари (алб. Robert Jashari; 2 февраля 1938 года, Тирана, Албания — 22 января 2022 года, Тирана, Албания), также известный как Берт Яшари (алб. Bert Jashari) — албанский футболист, выступавший за «Партизани» и сборную Албании. В составе клуба он шесть раз выигрывал национальный чемпионат (1957, 1958, 1959, 1961, 1962/63, 1963/64) и три сезона подряд становился лучшим бомбардиром национального чемпионата, забив 18, 9 и 14 голов соответственно. Всего за «Партизани» он забил 69 голов в лиге.
Футболиста называют в Албании «автором первого исторического гола», иконой и «легендой национальной сборной», уникальным игроком с неповторимым стилем. Во время мирового турнира в Ханое в декабре 1963 года он стал лучшим бомбардиром, забив 11 голов. Яшари выигрывал трофей «Золотая бутса» 3 сезона подряд. В 2016 году Федерация футбола Албании удостоила Роберта Яшари звания «Легенда албанского футбола».

## Карьера

### Клубная
Яшари родился в Тиране. В три года у него умер отец и его начала воспитывать мать. Его мать вышла замуж за итальянца, которому позже разрешили уехать из коммунистической Албании в Италию. Яшари заменил самого известного футболиста страны Лоро Боричи в нападении «Партизани» в 1956 году и играл вместе с другими великими футболистами Албании: Рефиком Ресмья и Панайотом Пано. В 1968 году он внезапно завершил карьеру после того, как «Партизан» выиграл у команды «Торино» со счетом 1:0. В ответном матче Кубка обладателей кубков 1968/69 против «Торино» в Италии Яшари не был включён в список игроков команды, которые должны были отправиться в Италию из-за того, что у него в этой стране есть родственники. Это его сильно расстроило и послужило поводом для завершения карьеры. За 15-летнюю карьеру Яшари был 7-кратным чемпионом и обладателем 6 кубков. Во время мирового турнира в Ханое в декабре 1963 года он стал лучшим бомбардиром, забив 11 голов.

### В сборной
Яшари дебютировал за сборную Албании 2 июня 1963 года в квалификации на Олимпийские игры против сборной Болгарии. Свой последний матч он сыграл 7 мая 1965 года в отборе на чемпионат мира против Северной Ирландии. В этой игре Яшари забил первый в истории гол Албании в отборе на чемпионат мира. Всего за сборную сыграл 7 матчей, где забил 1 гол.

## Тренерская карьера
В 1981 году Яшари впервые в истории вывел «31 июля» в чемпионат Албании.

## Личная жизнь
Яшари умер в Тиране 22 января 2022 года в возрасте 83 лет.

## Достижения
- Чемпион Албании (6): 1957, 1958, 1959, 1961, 1962/63, 1963/64
- Серебряный призёр Спартакиады дружественных армий: 1958.